# I Say a Little Prayer
I Say a Little Prayer je píseň napsaná Burtem Bacharachem a Halem Davidem pro zpěvačku Dionne Warwickovou.
Podle textaře Hale Davida vyjadřuje pocity ženy, která má obavy o svého manžela bojujícího ve válce ve Vietnamu. Píseň se nahrávala desetkrát, z důvodu špatného pocitu skladatele, že nahrávka není dokonalá.
Skladba byla vydána v září roku 1967 na albu The Windows of the World u vydavatelství Scepter Records a jako singl s písní Valley of the Dolls (strana A).
Roku 1968 byla vydána coververze písně nazpívaná Arethou Franklinovou.

## Další verze
- Martha and the Vandellas – 1968 – album Ridin' High
- Woody Herman – 1969 – album Light My Fire
- Anita Kerr – 1969 – album Reflect On the Hits of Burt Bacharach and Hal David
- Rahsaan Roland Kirk – 1969 – Volunteered Slavery
- Al Green – 1978 – album Truth n' Time
- Enrique Guzmán – 1978 – verze s názvem Una pequeña oración
- Paloma San Basilio – 1978 – album Paloma San Basilio en directo
- Mary Black – 1989 – album No Frontiers
- Jackie Leven – 1994 – album The Mystery Of Love Is Greater Than The Mystery Of Death
- Gene – 1996 – album To See the Lights
- Ground Zero – 1997 – album Plays Standards
- Jane McDonald – 2001 – album Love at the Movies
- Karine Costa – 2002
- The BossHoss – 2006
- Trijntje Oosterhuis – 2006 – album The Look of Love
- Calypso Rose – 2012 – album The Queen of Trinidad

### České coververze
- Pod názvem Seju vítr do tvejch snů textem Vladimíra Čorta ji v roce 1969 nazpívala Hana Zagorová pro nevydané album Seju vítr.

- Pod názvem Proč mě nikdo nemá rád s textem Zdeňka Borovce ji v témže roce nazpívala Helena Vondráčková.
V roce 1998 nazpívala stejnou verzi Ilona Csáková na album Modrý sen.